# 布拉夫頓 (喬治亞州)
布拉夫頓（英語：Bluffton）是一個位於美國喬治亞州克萊縣的城鎮。

## 地理
布拉夫頓的座標為31°31′20″N 84°52′01″W / 31.52222°N 84.86694°W，而該地的平均海拔高度為97米（即318英尺）。

## 人口
根據2010年美國人口普查的數據，布拉夫頓的面積為4.20平方千米，當中陸地面積為4.20平方千米，而水域面積為0.00平方千米。當地共有人口103人，而人口密度為每平方千米24人。